# Cracovia (szachy)
Cracovia – klub szachowy, prowadzony przez stowarzyszenie KS Cracovia 1906 jako jego sekcja.

## Historia
Sekcja szachowa Cracovii (wówczas pod nazwą Ogniwo-Cracovia) powstała w 1949 roku, przejmując Krakowski Klub Szachistów. Zawodnikami Ogniwa byli wówczas Bogdan Śliwa, Alfred Tatnowski, Edward Arłamowski, Tadeusz Ciejka. W 1949 klub zdobył wicemistrzostwo Polski, w sezonie 1951 zajął trzecie miejsce, a w 1954 zdobył mistrzostwo kraju. W 1955 dokonano reorganizacji Związku Ogniwo, w efekcie czego szachiści Cracovii przeszli do Krakowskiego Klubu Szachistów, a sama Cracovia skoncentrowała się na szkoleniu juniorów. W latach 90. Cracovia wzmocniła drużynę seniorską i w 1998 (w składzie: Wołżyn, Koc, Jakubiec, Jaworski, Miętus, Pilarska i Jurkiewicz) awansowała do I ligi. Klub nie wziął udziału w rozgrywkach i został relegowany do IV ligi. W 2006 Cracovia awansowała do II ligi, z której jednak spadła we wrześniu tego samego roku.

## Wyniki w I lidze
| Rok  | Miejsce        | Wynik | Zawodnicy |
| ---- | -------------- | ----- | --- |
| 1949 | Szczecin       | 2     | K. Gdański, B. Nowak, A. Zuber, Z. Tarkowski, C. Wesołowski, T. Maczek |
| 1951 | liga dojazdowa | 3     | B. Śliwa, A. Tarnowski, E. Arłamowski, K. Gdański, C. Wesołowski, A. Zuber, M. Gałuszka, T. Szulc, K. Berezecki, F. Wessely, G. Puchalski, M. Woroniecki, A. Szyszko-Bohusz, W. Woroniecka |
| 1954 | Warszawa       | 1     | B. Śliwa, E. Arłamowski, K. Gdański, T. Wojtasiewicz, F. Wessely, C. Wesołowski, J. Ruszczycki, A. Szyszko-Bohusz, E. Knapczyk, R. Gąsiorowski, H. Jaśkowska, K. Wojtasiewicz              |